# Nadzwyczajny szafarz Komunii Świętej
Szafarz nadzwyczajny Komunii Świętej – osoba wyznaczona do udzielania Komunii Świętej, szczególnie osobom chorym i niepełnosprawnym, które nie mogą uczestniczyć osobiście w zgromadzeniu liturgicznym. W wyjątkowych przypadkach może jej także udzielać podczas Mszy Świętej, gdy przystępuje do niej większa liczba wiernych, albo gdy kapłani są zajęci innymi czynnościami duszpasterskimi i jej rozdzielanie znacząco by się przedłużyło lub gdy stan zdrowia albo podeszły wiek utrudnia księdzu udzielanie Komunii Świętej.  
Posługą tą kościół katolicki nawiązuje do rozpowszechnionej w II wieku po Chrystusie tradycji zanoszenia Ciała Pańskiego przez osoby uczestniczące w Eucharystii, chorym bezpośrednio po jej zakończeniu. Świadczą o tym liczne pisma, w tym świadectwa św. Justyna męczennika. Były to czasy kiedy Msza Święta sprawowana była wyłącznie w niedziele i ważniejsze święta w ciągu roku (z biegiem lat zaczęło ich przybywać). Rozwój sekt religijnych i licznych herezji spowodował, że Kościół i jego wierni zaczęli bardzo rygorystycznie podchodzić do przyjmowania Komunii Świętej. Wielu ludzi całkowicie zrezygnowało z jej spożywania, uważając, że godni są tego wyłącznie kapłani. Od Soboru laterańskiego IV (1215 r.), poprzez Sobór trydencki (1545–1563, odpowiedź na powstanie protestantyzmu), aż do drugiej połowy XX wieku, Kościół kładł silny nacisk na rygoryzm moralny. Z tych powodów niemal całkowicie zaprzestano zanoszenia Komunii Świętej chorym w domach i szpitalach. Rozpowszechniło się wówczas tzw. „ostatnie namaszczenie”, kiedy to osoby w stanie zagrożenia życia, oprócz namaszczenia olejami świętymi, przyjmowały Ciało Chrystusa z rąk kapłana, jako wiatyk. Decyzje Soboru watykańskiego II (1962–1965) i rozwój kultu eucharystycznego (przede wszystkim częstsze Msze Święte) oraz łatwiejszy dostęp do Komunii Świętej wiernych (zmiana przepisów), spowodowały, że w roku 1973, na mocy instukcji Immensae Caritatis, papież Paweł VI ustanowił posługę nadzwyczajnych szafarzy Komunii Świętej. 
W stosunku do nadzwyczajnych szafarzy Komunii błędem jest używanie określenia „nadzwyczajny szafarz Eucharystii”, ponieważ Eucharystię (mszę świętą) może sprawować wyłącznie kapłan (biskup lub prezbiter).

## Kościół Katolicki (obrządek łaciński)

### Obecny stan prawny
Zwyczajnymi szafarzami Komunii Świętej w Kościele łacińskim są wszyscy duchowni – biskupi, prezbiterzy oraz diakoni.
Ustanowieni akolici są z urzędu nadzwyczajnymi szafarzami Komunii Świętej. Noszenie Komunii do chorych i rozdzielanie Jej wiernym jest elementem posługi akolity wobec mistycznego Ciała Chrystusa, czyli Kościoła. Akolita w swoim posługiwaniu jest zawsze zależny od miejscowego duszpasterza, który każdorazowo ocenia, czy posługiwanie akolity jest w danej sytuacji potrzebne.

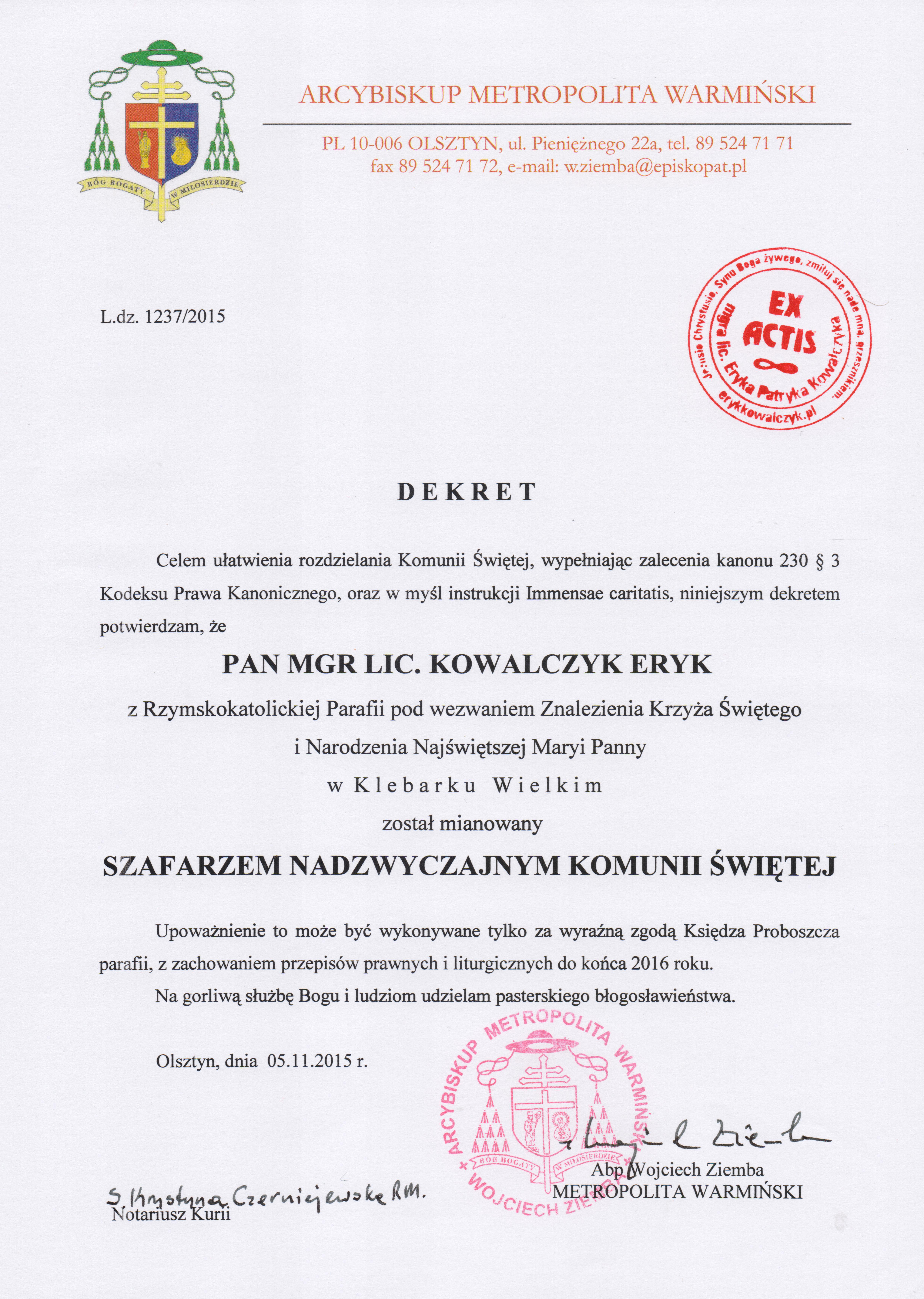
Dekret

Inni nadzwyczajni szafarze Komunii Świętej (mężczyźni i kobiety) wyznaczani są przez biskupów w niektórych diecezjach, szczególnie tam, gdzie jest mało duchownych i akolitów. Powierza się im część uprawnień właściwych akolicie. Wyznaczeni w ten sposób wierni zostają powołani na konkretny czas i z założenia mogą pełnić swoją posługę tylko we własnej diecezji. Część z nich jest także posyłana z Komunią do chorych. Nie otrzymują posługi w rozumieniu motu proprio Ministeria Quaedam Pawła VI, ale jest to forma błogosławieństwa do godnego wypełniania tej funkcji liturgicznej. Nie otrzymują też wszystkich uprawnień właściwych akolicie, np. w zwyczajnych okolicznościach nie powinni puryfikować naczyń liturgicznych podczas mszy świętej. 
Inni świeccy mogą rozdzielać Komunię Świętą w szczególnie nadzwyczajnej sytuacji. Biskup, bądź upoważniony przez niego prezbiter, może w uzasadnionym przypadku wyznaczyć jednorazowo, ad casum, wiernego, którego uzna za właściwego do tej funkcji. Udziela mu do tego odpowiedniego błogosławieństwa. Ponadto, jeżeli kapłan, w sytuacjach przewidzianych przez prawo kościelne, chce udzielić Komunii pod dwiema Postaciami przez zanurzenie, wyznacza świeckiego, który będzie w czasie tego obrzędu podtrzymywał mu kielich z Krwią Pańską.

### Historia

#### Świeccy szafarze przed Soborem Watykańskim II
W historii Kościoła można odnotować trzy główne nurty dotyczące udzielania Komunii Świętej przez osoby świeckie:
- We wczesnym chrześcijaństwie (od II w.) wierni po celebracji Eucharystii często zabierali ją ze sobą do domu dla chorych (przykładem może być tutaj Święty Tarsycjusz, zamordowany podczas takiej posługi). Praktykowane było również zabieranie Komunii Św. do domu, aby w razie grożącego im męczeństwa móc ją przyjąć, bądź rozpocząć od Komunii Świętej dzień, podczas którego nie była celebrowana Eucharystia. Pojawiające się zmiany były krytykowane – np. Synod w Konstantynopolu w VII wieku potępił przyjmowanie Komunii Świętej przy użyciu złoconych naczyń i fakt, iż niektórzy wierni bali się dotknąć konsekrowanego chleba.
- Około X i XI wieku zaczęto udzielać Komunii Świętej wyłącznie do ust, określając to jako doskonalszą formą przyjmowania. Wierni zaczęli przystępować do Komunii rzadziej, aby móc lepiej przygotować się do Jej przyjęcia. Był to jednocześnie czas zmian w postrzeganiu samej Mszy Świętej – z czasem nie przyjęcie Komunii Świętej, lecz samo przeistoczenie stało się najważniejszą Jej częścią. Kościół odszedł też od możliwości udzielania (od XIV–XV wieku nawet dotykania) Komunii Świętej przez osobę świecką. Przyjmuje się obecnie, że od IX wieku Komunii udzielał jedynie kapłan. W wyjątkowych sytuacjach biskupi i proboszczowie powierzali udzielanie Komunii diakonom.
- Po Soborze Watykańskim II przywrócono możliwość powoływania osób świeckich udzielających Komunii w sytuacjach nadzwyczajnych[7].

#### Dokumenty Stolicy Apostolskiej wydane po Soborze Watykańskim II
- Instrukcja Fidei custos (1969) – na jej podstawie niektórzy biskupi mogli się zwrócić do Stolicy Apostolskiej w celu uzyskania upoważnienia do wyznaczenia odpowiednich osób do udzielania Komunii świętej. Podczas wyznaczania osoby wybierano według następującego porządku: subdiakon, kleryk niższych święceń, zakonnik, zakonnica, katecheta (chyba że według roztropnego uznania duszpasterza katechetę należy postawić przed zakonnicą), wierny świecki (mężczyzna i kobieta).
- Instrukcja Sacramentali Communione (1970) – zawiera dyspozycję, że w wypadku udzielania Komunii bezpośrednio z kielicha podawanie kielicha można zlecić akolicie, jeśli nie ma drugiego kapłana lub diakona.
- Instrukcja Sacrosanctum Concilium (1970) – w wypadku przyjmowania drugiej postaci z kielicha potrzebni są kapłani, diakoni lub akolici do trzymania i podawania kielicha. W niektórych przypadkach, „określonych przez kompetentną władzę” akolita może udzielać Komunii. W razie konieczności Stolica Apostolska może zezwolić na udzielanie Komunii świętej znanym i uczciwym osobom świeckim.
- Motu proprio Ministeria Quaedam (1972) – reformuje święcenia niższe oraz subdiakonat (odtąd nazywane posługami); powierza akolitom nowe zadania. Akolita ma odtąd nie tylko wspomagać diakona i usługiwać kapłanowi, ale może też, w sytuacjach wyjątkowych (gdy nie ma szafarza zwyczajnego lub gdy szafarz zwyczajny nie może tego czynić) udzielać Komunii.
- Instrukcja Immensae caritatis (1973) – nadzwyczajnym szafarzem Komunii, poza akolitą, może być również odpowiednio przygotowana osoba. Wyznacza ją wyraźnie do pełnienia tej posługi biskup ordynariusza miejsca, albo upoważniony do tego kapłan. Jest to właściwy moment ustanowienia szafarzy nadzwyczajnych w obecnym kształcie, wcześniej tylko Stolica Apostolska mogła wyznaczać takich szafarzy.
- Kodeks Prawa Kanonicznego (1983) – kanon 910. odnowionego Kodeksu stwierdza: Szafarzem nadzwyczajnym Komunii świętej jest akolita oraz wierny wyznaczony zgodnie z kan. 230 §3.. Szafarz udziela Komunii w sytuacjach nadzwyczajnych, czyli gdy: brak jest zwyczajnych szafarzy Komunii, tzn. biskupa, prezbitera i diakona lub akolity; mimo iż są obecni zwyczajni szafarze, nie mogą jednak wypełnić tej funkcji z powodu podeszłego wieku, choroby lub innej posługi duszpasterskiej; bądź liczba przystępujących do Komunii jest tak duża, że sprawowanie Mszy świętej, czy też udzielanie Komunii poza Mszą świętą zbytnio by się przeciągnęło bez pomocy świeckiego jako szafarza Komunii.
- Motu proprio Spiritus Domini - na mocy tego dokumentu papież Franciszek w 2021 roku zezwolił na udzielanie Komunii Świętej przez kobiety[8].

#### Nadzwyczajni szafarze Komunii Świętej w kościele katolickim w Polsce

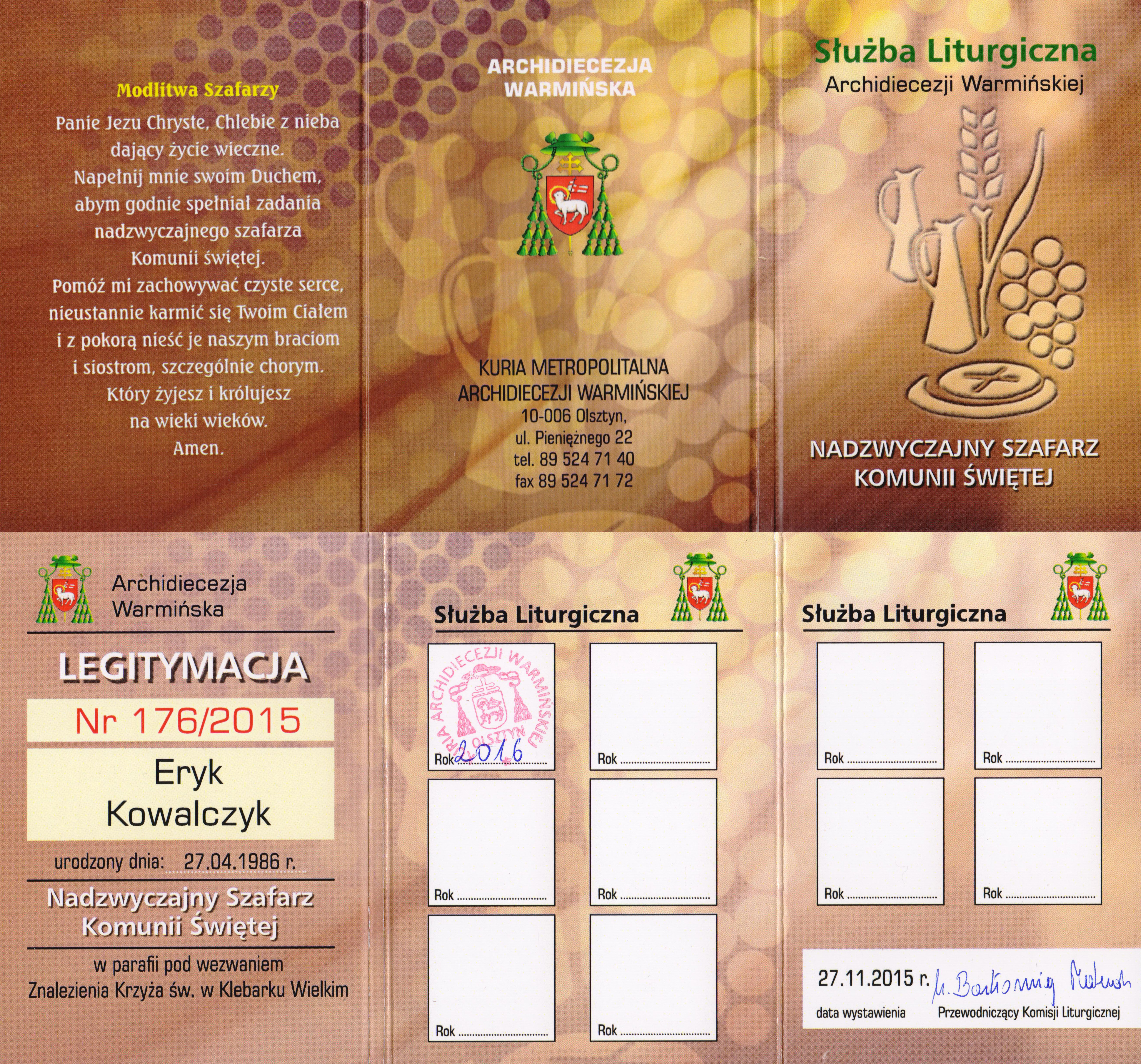
Legitymacja

- Uchwała 240. Konferencji Plenarnej Episkopatu Polski (2 maja 1990) wprowadza funkcję nadzwyczajnych szafarzy Komunii na terenie Polski. Uchwała precyzowała, iż biskupi diecezjalni mogą powoływać do funkcji nadzwyczajnego szafarza Komunii Świętej mężczyzn w wieku od 35 do 65 lat. Kandydaci powinni odznaczać się właściwym życiem moralnym i pobożnością, mieć wykształcenie minimum średnie i znać podstawowe prawdy teologiczne, zwłaszcza odnoszące się do Kościoła, Mszy świętej i Eucharystii. Biskup może polecić kandydatowi udział w kursie teologicznym lub zażądać egzaminu. Funkcja ta powierzana jest na rok, a potem przedłużana. Przed powołaniem i każdym przedłużeniem powołania kandydaci muszą odbyć co najmniej trzydniowe rekolekcje. Braciom zakonnym można obniżyć granicę wieku. Główne zadanie szafarzy polega na regularnym zanoszeniu Najświętszego Sakramentu chorym. Dzięki istnieniu szafarzy, pobożni wierni, którzy ze względu na chorobę lub podeszły wiek nie mogą chodzić do kościoła, mają możliwość przyjmowania Komunii Świętej w każdą niedzielę.

- Episkopat Polski w swojej Instrukcji w sprawie formacji i sposobu wykonywania posługi nadzwyczajnych szafarzy Komunii św. (21–22 czerwca 1991) przedstawił zarys przygotowania do czasowego pełnienia funkcji nadzwyczajnego szafarza Komunii przez świeckich, a także precyzował, w jaki sposób świeccy powinni rozdzielać Komunię. W czasie Mszy Świętej jest ubrany albę, uzupełnioną o humerał i cingulum, i w takim stroju udziela Komunii. Zanosząc Komunię do domu osoby starszej, chorej lub do szpitala, ubrany jest w odświętny strój świecki.

- W swoich najnowszych Wskazaniach Konferencji Episkopatu Polski odnośnie do nadzwyczajnego szafarza Komunii św. (9 marca 2006), polscy biskupi wprowadzili pewne ułatwienia w uzyskaniu czasowego wyznaczenia do rozdzielania Komunii Świętej. Ordynariusz może wyznaczyć na szafarzy nie tylko mężczyzn, ale też siostry zakonne i niewiasty życia konsekrowanego[9]. Ponadto obniżono dolną granicę wieku do 25 lat.

## Prawosławie i Katolickie Kościoły Wschodnie
W tradycji wschodniej szafarzami zwyczajnymi Komunii Świętej są tylko kapłani (biskupi i prezbiterzy). 
Szafarzem nadzwyczajnym Komunii Świętej jest jedynie diakon.